# Villemur
Villemur ist eine französische Gemeinde mit 65 Einwohnern (Stand 1. Januar 2022) im Département Hautes-Pyrénées in der Region Okzitanien. Sie gehört zum Kanton Les Coteaux und zum Arrondissement Tarbes. 

## Lage
Sie ist umgeben von folgenden Nachbargemeinden:
| Devèze          | Pouy                                        | Lalanne                 |
| Monléon-Magnoac | Kompassrose, die auf Nachbargemeinden zeigt | Gensac-de-Boulogne      |
|                 | Bazordan                                    | Saint-Loup-en-Comminges |

## Bevölkerungsentwicklung
| Jahr                       | 1962 | 1968 | 1975 | 1982 | 1990 | 1999 | 2008 | 2016 |
| -------------------------- | ---- | ---- | ---- | ---- | ---- | ---- | ---- | ---- |
| Einwohner                  | 80   | 80   | 84   | 63   | 62   | 58   | 64   | 58   |
| Quellen: Cassini und INSEE |      |      |      |      |      |      |      |      |